# 谷瑞惠
谷瑞惠（2月3日—），日本女性輕小說作家，出身於三重縣，血型O型。1997年集英社浪漫大獎拿下佳作入選。

## 作品列表

### 系列作品
- 系列
- 系列
- 伯爵與妖精系列 （青文出版）
- 系列
- 思い出のとき修理します 系列 （青文出版）
- 異人館画廊 系列 （春天出版）